# Francisco Javier Acero Pérez
Mons. Francisco Javier Acero Pérez, O.A.R. (* 29. listopadu 1973, Valladolid) je španělský římskokatolický duchovní, člen řádu augustiniánů rekoletů a pomocný biskup mexické arcidiecéze.

## Život
Narodil se 29. listopadu 1973 ve španělském Valladolidu.
Vstoupil do řádu augustiniánů rekoletů a v klášteře v Marcille a 24. října 1997 složil své věčné řeholní sliby. Mezitím studoval filosofii a teologii. Dne 31. července 1999 byl vysvěcen na kněze.
Po vysvěcení byl poslán do Mexika, kde pobýval dvacet let. Zde získal mexické občanství. Na Universidad Continental studoval psychologii a obdržel zde licenciát.
Zastával několik funkcí jako je; zastupující kněz a poté převor a farář nemocnic v Ciudad de México, převor Aspirantato S. Pio X  či ředitel Colegio Fray Luis de León v Santiago de Querétaro. Je zakladatelem Centro de Espiritualidad Agustiniana Recoleta CEAR Network Television, kde působil také jako ředitel. Poté pokračoval v dalších pastoračních funkcích a v oblasti komunikace jako např. v Centro de acompañamiento, de recuperación y desarrollo integral.
Roku 2015 byl zvolen provinčním vikářem vikariátu Mexiko-Kostarika se sídlem v Naucalpanu. Do této funkce byl znovu zvolen roku 2018.
Dne 15. září 2022 jej papež František jmenoval pomocným biskupem arcidiecéze México a titulárním biskupem ze Sufasaru. Biskupské svěcení přijal 18. listopadu 2022 z rukou kardinála Carlose Aguiar Retes a spolusvětiteli byli biskup Carlos Briseño Arch a arcibiskup Joseph Spiteri.